# カトリック愛宕教会
カトリック愛宕教会（カトリックあたごきょうかい）は、長崎県長崎市にある、キリスト教（カトリック）の聖堂。

## 解説
レデンプトール会がカトリック長崎大司教区より司牧の委託を受けている。
かつては教会にレデンプトール幼稚園が併設されていたが2022年度をもって閉園。